# Masseren
Mas Seren (en francès Masseret) és un municipi francès situat al departament de la Corresa i a la regió de la Nova Aquitània.

## Demografia
| 1962                                       | 1968 | 1975 | 1982 | 1990 | 1999 | 2007 |
| ------------------------------------------ | ---- | ---- | ---- | ---- | ---- | ---- |
| 874                                        | 813  | 742  | 731  | 669  | 608  | 666  |
| Des de 1962: població sense dobles comptes |      |      |      |      |      |      |

## Administració
| Període   | Identitat        | Partit |
| --------- | ---------------- | ------ |
| 1990-1994 | Jean-Marie Saute |        |
| 1994-1995 | André Gavinet    |        |
| 1995-2008 | Jean Chatenet    | MRC    |
| 2008-     | Bernard Roux     | PS     |